# استپانوس نازاریان
استپانوس نازاریان (ارمنی: Ստեփանոս Նազարյան; روسی: Степанос Исаевич Назарян؛ ۱۵ مهٔ ۱۸۱۲ در تفلیس - ۲۷ آوریل ۱۸۷۹ در مسکو) یک ناشر، روشنگر، تاریخ‌نگار ادبیات و خاورشناس اهل ارمنستان-روسیه بود.

## زندگی
استپانوس نازاریان در شهر تفلیس متولد شد. تحصیلات خود را در مدرسه نرسیسیان (۲۹-۱۸۲۴) تفلیس و در مدرسه لازاریان مسکو ادامه داد و در همان‌جا نیز به فراگیری زبان‌های ارمنی، فارسی و عربی پرداخت. استپانوس نازاریان تحصیلات عالی در دانشگاه لازاریان (۷۹-۱۸۵۰) به اتمام رسانید و سپس در مسکو به مدت شش سال به چاپ ماهنامه هیوسیساپایل مبادرت ورزید. وی در سال ۱۸۷۹ در مسکو درگذشت.

## تالیفات
- A Brief Survey of Thirteenth- Century Armenian Literature (1844 in Russian)
- A Survey of Armenian Literature of the Modern Period (1846 in Russian)
- First spirtual food for Armenian children (1853)
- Source book of religion (1853)
- Review of Modern Armenian (1857)